# Mladějov na Moravě
Mladějov na Moravě (do 14. ledna 1992 Mladějov, německy Blosdorf) je obec v okrese Svitavy v Pardubickém kraji. Žije zde 462 obyvatel.

## Název
V češtině ukazují písemné prameny vždy podobu Mladějov, která byla odvozena od osobního jména Mladěj a znamenala "Mladějův majetek". Vůbec první písemný doklad o vesnici nicméně je německý a má podobu Mladiksdorf. Ten ukazuje na odvození od českého (jinak písemně nedoloženého) Mladíkov, v češtině tedy jméno zpočátku kolísalo mezi dvěma variantami. Německé Mladiksdorf se řadou hláskových změn vyvinulo v novověké Blos(s)dorf.

## Historie
První písemná zmínka o obci pochází z roku 1365 (Mladiksdorf). Nachází se zde historicky cenné usedlosti.
Poblíž obce bývají pořádány kulturně-historické akce, které organizuje Sekce vojenské historie Společnosti Renata.

## Obyvatelstvo
| Rok            | 1869 | 1880 | 1890 | 1900 | 1910 | 1921 | 1930 | 1950 | 1961 | 1970 | 1980 | 1991 | 2001 | 2011 | 2021 |
| -------------- | ---- | ---- | ---- | ---- | ---- | ---- | ---- | ---- | ---- | ---- | ---- | ---- | ---- | ---- | ---- |
| Počet obyvatel | 902  | 974  | 929  | 918  | 873  | 847  | 894  | 630  | 668  | 592  | 607  | 494  | 474  | 435  | 429  |
| Počet domů     | 130  | 132  | 141  | 141  | 138  | 138  | 147  | 140  | 132  | 124  | 137  | 150  | 152  | 156  | 163  |

## Obecní správa

### Obecní symboly
Znak a vlajka byly obci uděleny rozhodnutím předsedy Poslanecké sněmovny Parlamentu České republiky dne 19. ledna 2007.

## Pamětihodnosti
- Kostel Nejsvětější Trojice
- Přízemní fara, přestavěná pro MŠ
- Socha Panny Marie Immaculaty
- Socha svatého Floriána
- Sloup se sousoším Nejsvětější Trojice
- Archeologické naleziště na vrchu Hradisko, kdysi Hausberg
- Roubená rychta s kaplí
- Cenná patrová usedlost v horní části obce
- Úzkorozchodná průmyslová železnice a průmyslové muzeum[14]

## Události, akce

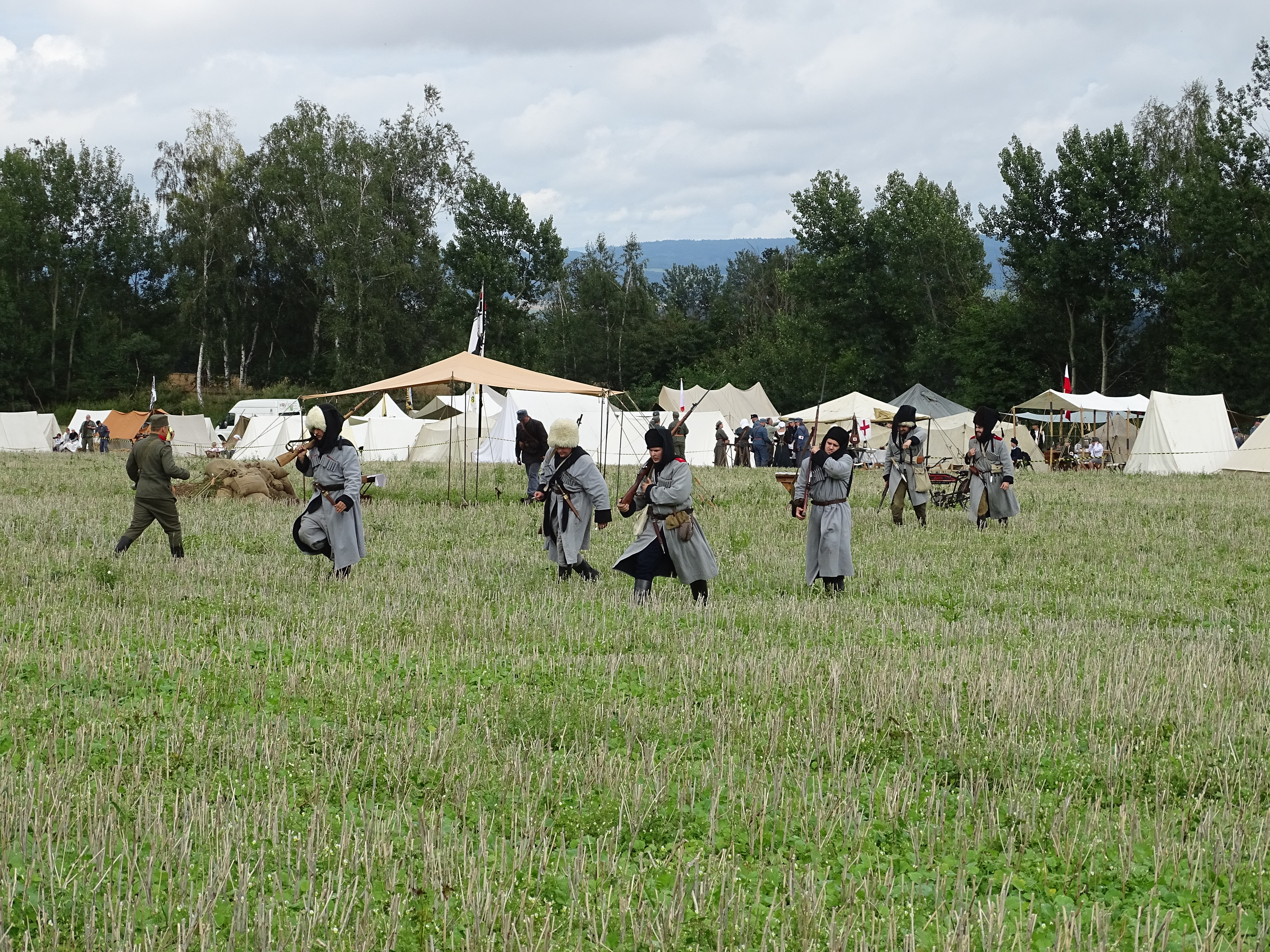
Ukázka vojenské rekonstrukce bitvy v rámci akce Blosdorf 1915 v roce 2020

Každoročně probíhají v prostoru Průmyslového muzea vzpomínkové oslavy památky padlých za první světové války – „Blosdorf 1915“. V roce 2020 proběhl 22. ročník s rekonstrukcí bitvy, ukázkou vojenských táborů, uniforem, života v táboře a dalších výjevů z doby Rakouska-Uherska.